# Léon Printemps
Léon Printemps, né en 1871 à Paris et mort en 1945 à Paris, est un artiste peintre français. À l’École des beaux-arts de Paris il fréquente, parmi d’autres peintres, Rouault, Matisse, Evenepoel, et se distingue par la qualité de son œuvre comme portraitiste et paysagiste.

## Biographie
Léon Printemps est né à Paris le 26 mai 1871 d’une famille originaire de la région Lilloise. Très jeune il est attiré par la peinture.
Son oncle Jules Printemps, sculpteur, élève de François Jouffroy à l’École nationale supérieure des beaux-arts, le soutient dans sa vocation et le prépare au concours d’entrée à cette école. Il y est admis en 1892 et intègre l’atelier de Gustave Moreau qu’il fréquente jusqu’à la mort de celui-ci en 1898. Il y côtoie notamment Rouault, Matisse, Evenepoel, Marquet, Maxence, Milcendeau.
À cette époque, il s’inscrit pour une large part dans le courant symboliste et s’exprime tantôt à travers une vision poétique ou mythologique, tantôt à travers la sensualité du nu féminin.

## Œuvre

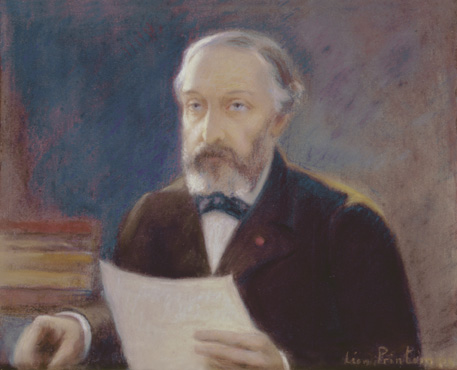
Sully Prudhomme - 1902 - Pastel -

### Portraitiste
Portraitiste reconnu il reçoit des commandes de personnalités parmi lesquelles Sully Prudhomme, 1er prix Nobel de littérature, le Prince et la Princesse de Waldeck, Monsieur et Madame Commettant, le Prince Youssoupoff, le meurtrier de Raspoutine.
Léon Printemps se marie en 1903 et peint fréquemment son entourage familial dans une tonalité intimiste, en particulier sa fille Lucile dont le décès à l’âge de 6 ans l’éprouve profondément, et son fils René.

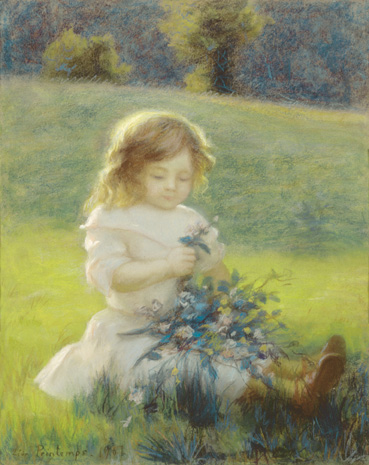
Lucile, fille du peintre, au bouquet de fleurs - 1907 - Pastel -

### Paysagiste
Léon Printemps fut toute sa vie un paysagiste. Son désir de rencontrer les maîtres flamands le conduit en Belgique et aux Pays-Bas à la fin du XIXe siècle, d’où il rapporte de nombreuses études.
Plus tard, il exprime une prédilection pour les plages de Normandie, alors à la mode, puis après la Grande Guerre, pour la Bretagne et surtout pour les îles vendéennes, l’île de Noirmoutier, l’île d’Yeu, où il peint des paysages de bord de mer et des portraits de pêcheurs et de vieilles paysannes.

### Influence flamande et hollandaise
L’attrait des maîtres révélé lors des visites au Musée du Louvre l’incite à plusieurs reprises à se rendre en Belgique et aux Pays-Bas avec le désir d’approfondir l’art des grands maîtres flamands et hollandais. Plusieurs tableaux tirés des premiers passages en Belgique ont figuré au Salon des artistes français (1898 et 1905), au Salon artistique des PTT (1905) et dans des expositions régionales, à Lille (1898) et à Nantes (1906).
En 1894, un premier périple en Belgique, en compagnie vraisemblablement d’autres élèves de Gustave Moreau, le fait visiter Bruges, Gand, Malines et Anvers. Un second voyage, deux ans plus tard, dans la vallée de la Meuse l’amène à peindre le Rocher Bayard, un lieu remarquable à Dinant. En 1897, il séjourne aux Pays-Bas et visite le Rijksmuseum à Amsterdam. En 1898, il consacre à nouveau une visite à Bruges et Malines. Ce sont deux villes qu’il fera découvrir, en 1929 et 1933, à son fils René, peintre, lui aussi élève de l’École des beaux-arts de Paris.
Léon Printemps meurt dans son atelier le 9 juillet 1945, au 6 rue Furstenberg, où se trouve le musée d’Eugène Delacroix.

## Participation à des Salons et Expositions – Prix et distinctions
- Salon des artistes français, entre 1893 et 1939. Mention honorable en 1900.
- Salon d’hiver, de 1907 à 1934.
- Salon des artistes de Paris.
- Exposition des Amis des arts de la Somme, à Amiens. Médaille d’argent en 1896.
- Salon de l’Union artistique du Nord, à Lille. Médaille d’argent en 1896.
- Salon de la Rose-Croix, 1897[1].
- Salon artistique des PTT.
- Exposition du Travail. Médaille d’argent en 1899.
- Salon de la Société des Amis des arts de Nantes, 1902 à 1908.
- Salon du Cercle des Gobelins, 1901 à 1903, 1913.
- Exposition internationale du Palais des beaux-arts de Monte Carlo, 1903.
- Exposition internationale de Paris Neuilly, Médaille d’or en 1900.
- Exposition internationale de Seattle, Washington, Médaille d’or en 1909.
- Exposition des élèves de Gustave Moreau, Galerie Hessèle, 1910.
- Prix du souvenir – Guerre 1914-1918, 1924.
- Prix Frattesi de la ville de Paris, 1942.

## Tableaux figurant dans les collections publiques
- Châlons-en-Champagne (Marne) : Musée des beaux-arts et d'archéologie – Parfum du soir – 1904. Don du Baron Alphonse de Rothschild.
- Châtenay-Malabry (Hauts-de-Seine) : 
- Médiathèque : Portrait de Sully Prudhomme – 1902. 
- Maison de Chateaubriand : La femme à la grille – 1898.
- Cholet (Maine-et-Loire) : Musée d’art et d’histoire – L’Automne – 1900[2].
- Clairoix (Oise) : Association Art et Histoire du patrimoine de Clairoix : Église de Clairoix – Vallée de l’Aronde – 1910.
- Clermont (Oise) : Hôtel de ville – Bretonne d’Audierne – 1910.
- Compiègne (Oise) : Musée Antoine Vivenel – Au bois du rêve – 1899. Don du baron Alphonse de Rothschild.
- Laffaux (Aisne) : Hôtel de ville – Verdun – 1920[3].
- Les Lucs-sur-Boulogne (Vendée) : Historial de la Vendée – 30 tableaux (don en 2013)[4].
- Lullin (Savoie) : Hôtel de ville  – Église – 1917.
- Noirmoutier (Vendée) : 
- La Guérinière : Musée des traditions de l’île – Paysage; 
- L'Épine : Hôtel de ville – Le marché de l'Épine – 1922; 
- Noirmoutier-en-l’Île : Musée du Château – Affiche des Chemins de Fer de l’État – Excursions aux îles de l’Océan – 1928; 
- Association des Amis de Noirmoutier – 25 tableaux (don en 2013)[4].
- Fonds municipal d'art contemporain de la Ville de Paris : Retour de pêche (île d’Yeu) – 1925.
- Quimper (Finistère) : Musée départemental Breton – 9 tableaux (don en 2015)[4].
- Riom (Puy-de-Dôme) : Musée F. Mandet – Le lierre enlaçant la fleur – 1903.
- Vauhallan (Essonne) : Syndicat d’initiative – L’église de Vauhallan – 1897.
- Versailles (Yvelines) : Musée Lambinet – La gare des matelots – 1918.

## Expositions récentes rétrospectives depuis 2000
- Paris, Mairie du 7e arrondissement, mars 2000.
- Île de Noirmoutier, Musée des traditions de l’Île de Noirmoutier : La Guérinière, avril – juin 2000 ; L'Épine, juillet-août 2005.
- Châtenay-Malabry, exposition à l’occasion du centenaire de la mort de Sully Prudhomme, mai 2007.
- Les Lucs-sur-Boulogne, participation à l’exposition « Des toiles et des voiles – L’île d’Yeu sous le regard des peintres », 
 Historial de la Vendée, 29 juin – 23 septembre 2007.
- Vauhallan, participation à l’exposition consacrée à la guerre de 1914-1918, novembre 2008. Photographies d’une dizaine d’œuvres.
- Île d’Yeu, participation à l’exposition sur les artistes du port de la Meule, août 2009[5]

## Galerie

Œuvres de Léon Printemps
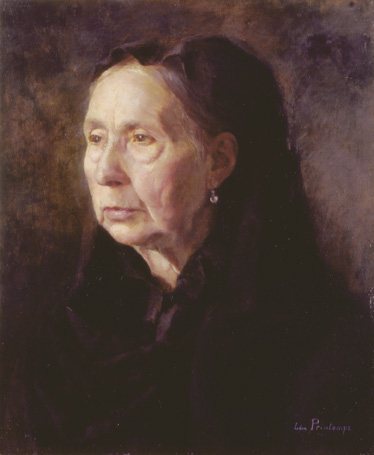
Madame Friès, née Zevort, grand-mère du peintre - 1891 - Huile sur toile - 47 × 39 cm
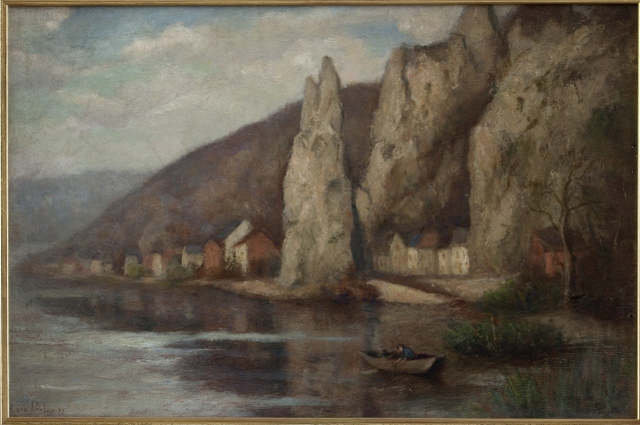
Dinant - Rocher Bayard - Bord de la Meuse - 1896 - Huile sur bois - 32 × 48 cm
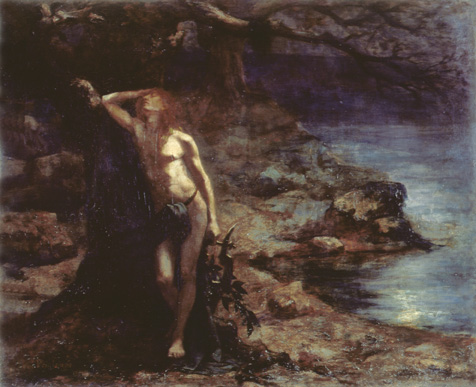
La douleur d'Orphée 1897 - Huile sur toile - 100 × 81 cm
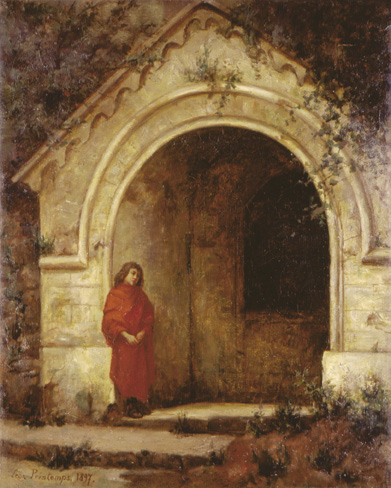
Mélancolie - 1897 - Huile sur toile - 81 × 64 cm
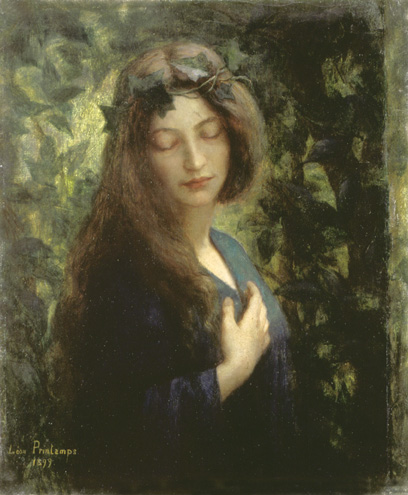
Au bois du rêve (étude) - 1898 - Pastel - 29 × 20 cm
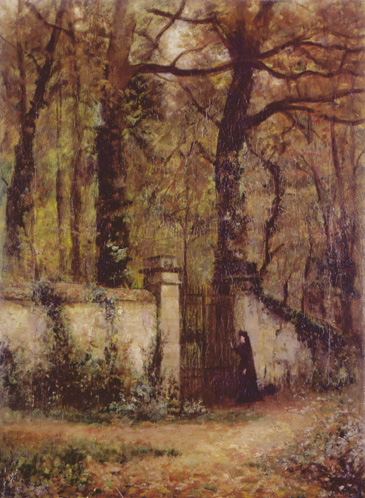
La femme à la grille - La vallée au loup - Châtenay-Malabry - 1898 - Huile sur toile - 80 × 60 cm
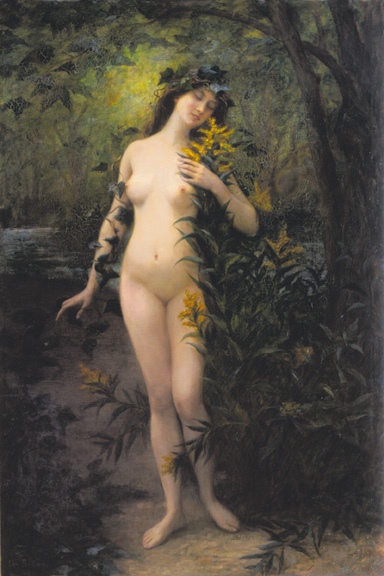
Le lierre enlaçant la fleur (étude) - 1903 - Pastel - 33 × 23 cm
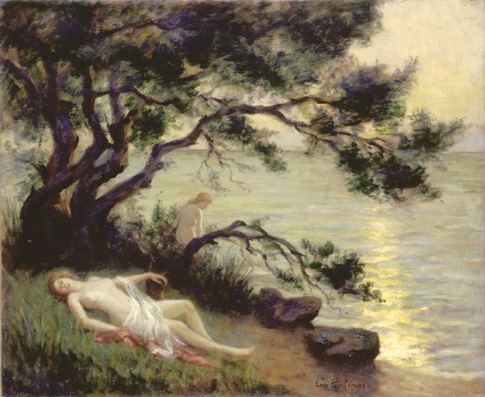
Baigneuses nues au Bois de la Chaise (Noirmoutier) - ca 1923 - Huile sur toile - 50 × 60 cm
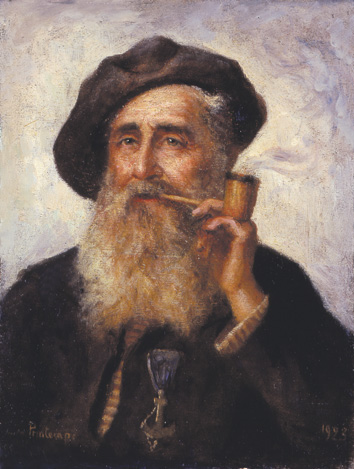
Portrait du "Père Pilote", Noirmoutier - 1923 - Huile sur toile - 35 × 26 cm
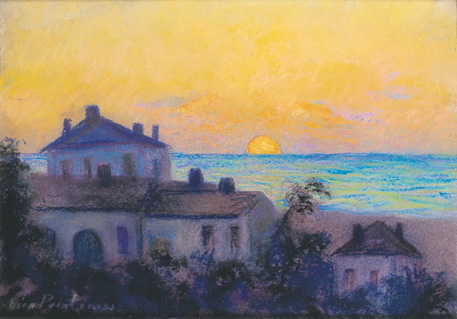
Lever du soleil à 'Île d'Yeu - 1925 - Pastel - 26 × 36 cm
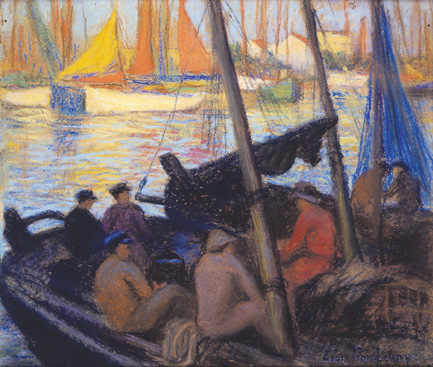
Retour de pêche à l'Île d'Yeu - ca 1926 - Pastel - 30 × 40 cm
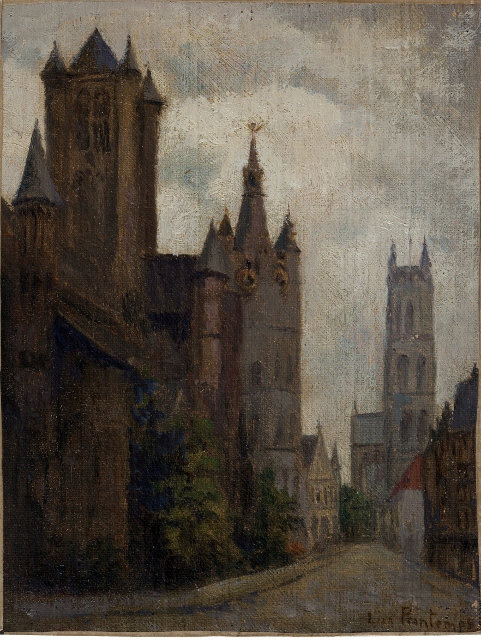
Gand - Cathédrale Saint-Bavon, Beffroi, Église Saint-Nicolas ca 1929 - Huile sur bois - 25 × 20 cm
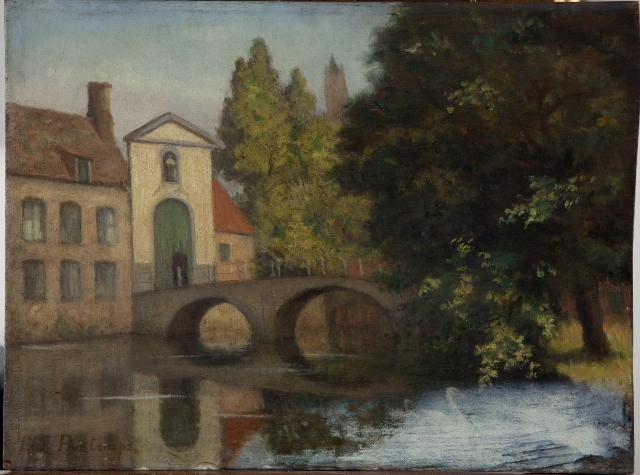
Bruges - Pont et portail d'entrée du béguinage - ca 1929 - Huile sur bois - 30 × 39 cm
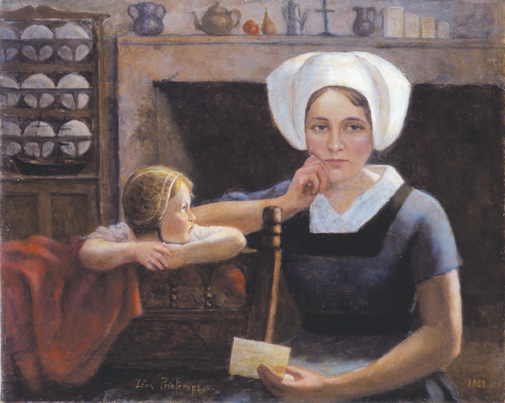
La lettre du prisonnier 1942 - Huile sur toile - 64 × 79 cm